# Alan de Souza
Alan Ferreira de Souza (Rio de Janeiro, 21 marzo 1994) è un pallavolista brasiliano, opposto dei Toray Arrows Shizuoka.

## Biografia
È il fratello maggiore del pallavolista Darlan de Souza.

## Carriera

### Club
Alan de Souza muove i suoi primi passi nella pallavolo a scuola, durante le ore di educazione fisica. A quindici anni entra a far parte del settore giovanile del Botafogo, dove resta per due annate, fino al passaggio alle giovanili del Sada.
Fa la sua prima esperienza da professionista con un altro club di Belo Horizonte, l'Olympico Club, partecipando alla Superliga Série B 2013, dopo la quale rientra in forza al Sada: partecipa alla Superliga Série A 2013-14, vincendo lo scudetto, la Coppa del Brasile e il Campionato Mineiro, e a due edizioni della Superliga Série B, con la seconda squadra del club, vincendo il torneo nel 2015.
Viene promosso definitivamente in prima squadra nella stagione 2015-16, restandovi per un biennio: conquista due scudetti, una Coppa del Brasile, due Supercoppe brasiliane, due campionati statali, due campionati mondiali per club e due campionati sudamericani. Nel campionato 2017-18 passa al Sesi, dove resta in forza per un triennio e conquista una Supercoppa brasiliana e una Coppa Libertadores.
Nella stagione 2020-21 è ancora una volta al Sada, vincendo la Coppa del Brasile e il Campionato Mineiro, mentre nella stagione seguente gioca per la prima volta in un campionato estero, approdando al Kuzbass, impegnato nella Superliga russa; rientra quindi in patria nell'annata 2022-23, ingaggiato dall'APAN, con il quale si aggiudica il Campionato Catarinense; nell'annata successiva milita nella Polska Liga Siatkówki con l'AZS Olsztyn.
Nel campionato 2024-25 si trasferisce in Giappone, dove indossa la casacca dei Toray Arrows Shizuoka, in SV.League.

### Nazionale
Fa tutta la trafila delle selezioni giovanili brasiliane: con la nazionale under 19 conquista la medaglia d'oro alla Coppa panamericana 2011, dove viene premiato come miglior muro; con la nazionale under 21 si aggiudica l'oro al Campionato sudamericano 2012 l'argento al campionato mondiale 2013, dove viene insignito del premio come miglior opposto; con l'under 23, invece, si trionfa alla Coppa panamericana 2012, al campionato mondiale 2013 e al campionato sudamericano 2014.
Debutta in nazionale maggiore in occasione della Coppa panamericana 2015, dove vince la medaglia d'oro e viene premiato come MVP del torneo. Nel 2018, sempre alla Coppa panamericana, si aggiudica l'argento e vince i premi di miglior realizzatore e miglior opposto del torneo. Un anno dopo conquista ancora due ori, rispettivamente al campionato sudamericano e alla Coppa del Mondo, ricevendo il premio di miglior giocatore in entrambi i tornei.
Nel 2021 vince la medaglia d'oro alla Volleyball Nations League e al campionato sudamericano: nell'edizione successiva del campionato continentale si aggiudica la medaglia d'argento, venendo premiato come miglior opposto. Nel 2025 mette al collo la medaglia di bronzo alla Volleyball Nations League.

## Palmarès

### Club
- Campionato brasiliano: 3

2013-14, 2015-16, 2016-17
- Coppa del Brasile: 3

2014, 2016, 2021
- Supercoppa brasiliana: 3

2015, 2016, 2018
- Campionato Mineiro: 4

2013, 2015, 2016, 2020
- Campionato Catarinense: 1

2022
- Campionato mondiale per club: 2

2015, 2016
- Coppa Libertadores: 1

2020
- Campionato sudamericano per club: 2

2016, 2017

### Nazionale (competizioni minori)
- Coppa panamericana under 19 2011
- Coppa panamericana under 23 2012
- Campionato sudamericano under 21 2012
- Campionato mondiale under 21 2013
- Campionato mondiale under 23 2013
- Campionato sudamericano under 23 2014
- Coppa panamericana 2015
- Coppa panamericana 2018
- Memorial Hubert Wagner 2019

### Premi individuali
- 2011 - Coppa panamericana under 19: Miglior muro
- 2013 - Campionato mondiale under 21: Miglior opposto
- 2015 - Coppa panamericana: MVP
- 2018 - Coppa panamericana: Miglior realizzatore
- 2018 - Coppa panamericana: Miglior opposto
- 2019 - Superliga Série A: Miglior opposto
- 2019 - Campionato sudamericano: MVP
- 2019 - Coppa del Mondo: MVP
- 2023 - Campionato sudamericano: Miglior opposto